# سیارک ۲۳۸۶
سیارک ۲۳۸۶ (به انگلیسی: 2386 Nikonov، نامگذاری:1974SN1) دو هزار و سیصد و هشتاد و ششمین سیارک کشف شده‌است که در ۱۹ سپتامبر ۱۹۷۴ کشف شد.
قدر مطلق سیارک برابر ۱۲٫۲۰ است.